# Pierre Marec
Pierre Marec (31 mars 1759 à Brest - 23 janvier 1828 à Paris) est un homme politique français.

## Biographie
Chef du contrôle au port de Brest au début des évènements révolutionnaires, Marec est substitut du procureur de la commune de Brest et secrétaire du Finistère lorsqu'il élu deuxième suppléant de son département à l'Assemblée nationale législative. Il n'est pas appelé à y siéger. 
Il est élu député, le quatrième sur huit, à la Convention nationale le 7 septembre 1792. Il siège dans les rangs de la Plaine. Il est élu membre du Comité de la Marine au début de son mandat. Lors du procès de Louis XVI, il vote en faveur de la détention durant la guerre puis du bannissement à la paix. Il s'abstient lors de la mise en accusation de Marat et vote en faveur du rétablissement de la Commission des Douze. Après la crise du 9 thermidor, il adhère à la politique thermidorienne. Il siège au Comité de Salut public entre le 15 nivôse et le 15 floréal an III (entre le 4 janvier 1795 et le 4 mai 1795), puis entre le 15 prairial et le 15 vendémiaire an IV (entre le 3 juin et le 7 octobre 1795). 
Il se prononça le 1er prairial pour qu'on maintînt l'inviolabilité de la représentation nationale, puis finit par voter toutes les mesures contre-révolutionnaires, se distingua parmi les adversaires de l'insurrection, dénonça Laignelot, et parla contre l'établissement d'un nouveau maximum. Marec devint ensuite membre du Conseil des Cinq-Cents, le 22 vendémiaire an IV, par les trois départements suivants : Saône-et-Loire, avec 234 voix (393 votants) ; Seine, avec 443 voix (678 votants) ; Seine-et-Oise, 170 voix (311 votants), il continua à s'occuper des réformes à apporter dans le recrutement maritime, fit proroger l'exécution du code hypothécaire, présenta un projet sur le droit de sortie des vins, etc.
Sous l'Empire, il fut nommé inspecteur de la marine à Gênes qu'il dut remettre aux étrangers par suite de la convention du 23 avril 1814. Nommé, aux Cent-Jours, inspecteur du port de Bordeaux (avril 1815), il ne se rendit pas à son poste.
La Restauration le mit à la retraite (1818), et lui donna (1820) la croix de Saint-Louis.
Son fils, Théophile-Marie-Finistère Marec (1792-1851), fut directeur du personnel de la marine en 1848.

## Mandats
- 07/09/1792 - 26/10/1795 : Finistère - Modérés
- 14/10/1795 - 20/05/1797 : Saône-et-Loire - Modérés